# فيفيان وودوارد
فيفيان وودوارد (Vivian John Woodward) (مواليد 3 يونيو 1879)، هو لاعب كرة قدم كان يلعب كمهاجم. يلعب مع منتخب إنجلترا لكرة القدم منذ عام 1903.

## مسيرته الكروية
لعب فيفيان وودوارد خلال مسيرته الاحترافية مع ناديين في سبعة مواسم وسجل خلالها 48 هدفًا ضمن 133 مباراة. ولم يفز بأي موسم بالكأس أو بالدوري.
خاض فيفيان وودوارد مسيرته مع نادي توتنهام هوتسبير في موسم 1908–09 لمدة موسم واحد، مشاركًا في 27 مباراة سجل خلالها 18 هدفًا. ثم انتقل إلى نادي تشيلسي في موسم 1909–10 ليلعب معه ستة مواسم، حيث شارك في 106 مباراة سجل خلالها 30 هدف.

## وصلات خارجية
- فيفيان وودوارد على موقع الاتحاد الدولي (مؤرشف)  (الإنجليزية)
- فيفيان وودوارد على موقع قاعدة بيانات كرة القدم.إي يو (الإنجليزية)
- فيفيان وودوارد على موقع ناشيونال فوتبول تيمز (الإنجليزية)
- فيفيان وودوارد على موقع أوليمبيديا (الإنجليزية)